# Anthropoid hadművelet
Az Anthropoid hadművelet a britek és csehszlovák ellenállók közös akciója volt a második világháborúban 1942-ben, amelynek célja Reinhard Heydrich meggyilkolása volt. A merényletet 1942. május 27-én követték el Prágában, a Cseh–Morva Protektorátus ügyvezető protektora június 4-én halt bele sebeibe. Heydrich volt a legmagasabb rangú náci tisztségviselő, akit az ellenállók meggyilkoltak a háborúban.
Az elkövetők után a náci megszállók brutális hajszát indítottak, amelynek során mintegy ötezer embert öltek meg. A megtorlás során megsemmisítettek két falut, a férfiakat a helyszínen, a nőket és gyerekeket koncentrációs táborban gyilkolták le. Egy árulás következtében a merénylők és ügynöktársaik csapdába estek egy prágai templom kriptájában. A nácikkal folytatott tűzharcban hárman elestek, a többiek öngyilkosok lettek, hogy ne kerüljenek élve a németek kezére.

## A protektorátus
A német hadsereg 1939. március 15-én bevonult Csehszlovákiába, majd másnap megalakult a Cseh–Morva Protektorátus. Reinhard Heydrich ügyvezető protektor 1941. szeptember végén foglalta el pozícióját Prágában. A náci tiszt nyilvánvalóvá tette, fő célja a csehek engedelmességre kényszerítése, hogy vakon teljesítsék a Harmadik Birodalom igényeit. A megszállók kegyetlenül elfojtottak minden esetleges ellenállást, és brutálisan terrorizálták valódi és feltételezett ellenfeleiket.
Az országot ellepték a vörös plakátok, amelyeken a kivégzett csehek nevét tüntették fel. Heydrich uralmának első három napjában 92 embert öltek meg. Az újonnan felállított rögtönítélő bíróságok csak háromféle ítéletet hozhattak: kivégzés, deportálás, szabadon engedés. 1942 februárjáig a Gestapo a belbiztonsági műveletek során 5000 gyanúsítottat vett őrizetbe, és állított bíróság elé. Közülük négyszáz embert azonnal meggyilkoltak, rokonaikat pedig rákényszerítették, hogy térítsék meg a kivégzések költségét. Durva elnyomás söpört végig az országon, és hamarosan megkezdődött a prágai zsidók deportálása a várostól 40 kilométerre északra fekvő Terezínbe. A 94 ezer elhurcolt emberből kevesebb mint 3500 élte túl a háborút.
A véres tisztogatások után a terror enyhült, mert Heydrich úgy vélte, elérte célját: megmutatta a cseheknek, mire számíthatnak, ha nem engedelmeskednek. A helytartó új célja az volt, hogy felfuttassa a cseh gyárak, különösen a hadi üzemek termelését. Ennek érdekében növelték a fegyvergyári dolgozók és családjuk juttatásait. Heydrich a jutalmazás és büntetés révén elérte, hogy emelkedjen az üzemek termelése, és a cseh hadiipar integrálódott a németbe. A protektorátus mezőgazdasági és ipari forrásai teljesen megnyíltak a németek előtt. Ez a kétféle, kiszámíthatatlan politika elbizonytalanította és elbátortalanította a csehek többségét.

## Kiképzés

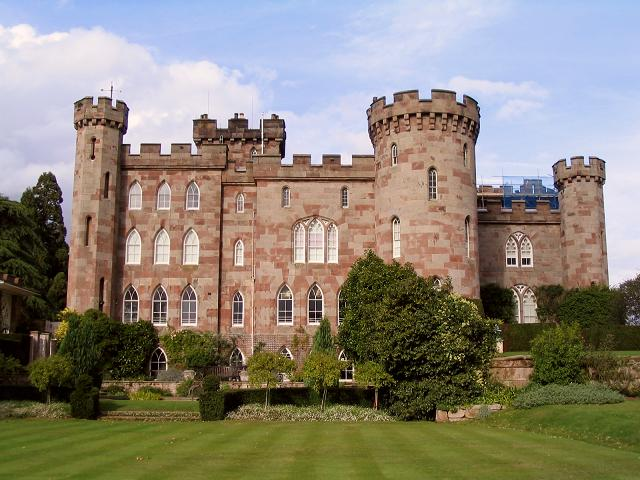
A Cholmondeley-kastély

Edvard Beneš volt csehszlovák államfő, a londoni csehszlovák emigráció feje növekvő aggodalommal figyelte, ahogy a cseh nehézipar nyíltan együttműködik a náci Németországgal. Attól tartott, hogy ez a kollaboráció a háború befejezése után visszaüt majd: a szövetségesek nem fognak tárgyalni a nácikkal együttműködő nemzettel, és nem akadályozzák majd meg a kommunista hatalomátvételt. Attól is tartott, hogy a németek kiegyeznek a Szovjetunióval, és Csehszlovákia német megszállás alatt marad.
Beneš úgy vélte, hogy szükségessé vált a cseh ellenállás drámai kifejezése, és megszületett a Reinhard Heydrich elleni merénylet ötlete. A britek nem ellenezték a tervet, de tartottak a náci megtorlástól. Beneš osztotta az aggodalmakat, de úgy vélte, nemzetének hosszú távú érdeke, hogy eloszlassa a kollaboráció vádját, még akkor is, ha ez nagy áldozattal jár majd, ezért utasítást adott a cseh katonai felderítésnek a merényletre.
A különleges akciókat szervező brit SOE (Special Operations Executive) több ügynököt is küldött már a megszállt területekre, de azok nem értek el sikereket. Legtöbbjüket hamar meggyilkolták, vagy leleplezték. Ezeknek az akcióknak a logisztikai feladataiba bevonták a cseh hírszerzést is. A tervezett akció az Anthropoid (emberszabású) hadművelet nevet kapta. Az akció vezetésére Jozef Gabčíkot és Karel Svobodát választották. Mindketten a nagy-britanniai Szabad Csehszlovák Hadsereg őrmesterei voltak. Az emigrációs kormány sürgette az akciót, a britek azonban nem voltak hajlandók addig megindítani, amíg az alapos kiképzés be nem fejeződik. A hadművelet indítása Svoboda sérülése miatt csúszott, helyére Jan Kubiš lépett. A tervet szigorú titoktartás övezte, még a csehszlovák ellenállást sem tájékoztatták róla.
Gabčík és Kubiš kiképzése a Cheshire-beli Cholmondeley-kastélyban és a SOE skóciai különleges kiképzőközpontjában zajlott. A britek úgy gondolták, hogy a biztonsági intézkedésekkel mit sem törődő Heydrich akkor a legsebezhetőbb, amikor nyitott tetejű autójában utazik. Ezért a cseheket kiképezték a mozgó jármű elleni támadásra Sten géppisztollyal és átalakított harckocsielhárító gránáttal.

## Előkészületek

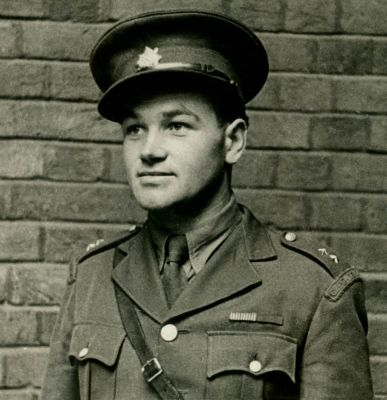
Jan Kubiš

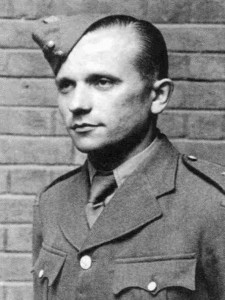
Jozef Gabčík

1941 késő decemberére az akcióra kiszemelt csehek készen álltak. 1941. december 28-án a Brit Királyi Légierő Handley Page Halifax típusú gépe berepült a protektorátus területére, fedélzetén Gabčíkkal és Kubišsal, valamint hét másik ügynökkel. A felhős időben a pilóták nem találták meg a kijelölt területet, de az akciót nem fújták le, és az ejtőernyősök kiugrottak. Gabčík földet érésekor csúnyán felsértette a lábát. Ejtőernyőjük elásása után menedéket kerestek, amit jelentősen megnehezített a vastag hóréteg, valamint az, hogy fogalmuk sem volt, hol vannak. Találkoztak egy helyi gazdával, akitől megtudták, hogy Prágától nagyjából 30 kilométerre vannak, messzire plzeňi kapcsolatuktól. A férfi felajánlotta, hogy segít nekik kapcsolatba lépni a prágai ellenállókkal. Négy nap múlva Gabčík és Kubiš eljutott Prágába, ahol az ellenállástól új papírokat, menedéket kaptak. Gabčík lábát orvos kezelte, de így is nyolc hétre volt szüksége a gyógyuláshoz.
Az ellenállócsoport középpontjában Marie Moravcová állt, aki a Vöröskeresztben és a tuberkulózis megfékezéséért dolgozó ligában tevékenykedett, és munkájának köszönhetően kapcsolatokat épített ki Prága-szerte. A két merénylő gyakran tartózkodott Moravec házában, és közeli kapcsolatba került a családdal. Az érkezésüket követő öt hónapban folyamatosan váltogatták lakhelyeiket. Eközben a cseh hírszerzés egyre nagyobb aggodalommal várta a híreket, ugyanis az akció indítása óta eltelt hat hétben nem érkezett információ az ügynökökről. Végül úgy döntöttek, felveszik a kapcsolatot a prágai ellenállással, amely arról tájékoztatta őket, hogy a merénylők jó kezekben vannak.
Miután Gabčík felépült, megkezdték az előkészületeket. Heteken át figyelték Heydrich mozgását, hogy megtalálják a leginkább sebezhető pontját. Mivel a helytartó villáját és főhadiszállását szigorúan őrizték, úgy döntöttek, hogy a kettőtől távol támadják meg Heydrichet, akkor, amikor Panenske Brezany-i rezidenciájáról Prágába tart. Gabčík és Kubiš arra jutott, hogy az akció sikeréhez elengedhetetlen, hogy bevonjanak valakit Heydrich környezetéből, annak ellenére, hogy utasításaik szerint kívülállókat nem szervezhettek be. Az ellenállás segítségével értékes információkhoz jutottak Heydrich cseh személyzetétől a náci tiszt napirendjéről és utazási szokásairól.
Késő áprilisig a merénylőknek sikerült titokban tartaniuk az ellenállás előtt akciójuk célját, de a Heydrich iránti megkülönböztett figyelmük miatt nyilvánvalóvá vált, hogy mire készülnek. Az ellenállás vezetői megrémültek, mivel a korábban átéltek alapján tudták, hogy az SS brutálisan megtorolja majd a támadást. Egy összejövetelen az ellenállás vezetői kierőszakolták az igazságot. Gabčík és Kubiš azzal védekezett, hogy katonák, akiknek az a dolga, hogy végrehajtsák a parancsot, vagyis megöljék Heydrichet. Az ellenállás azonnal üzenetet küldött Londonba, és az akció leállítását kérte. Nagy-Britanniában egy magas szintű megbeszélésen megtárgyalták a felvetést, de úgy döntöttek, hogy az akciót folytatni kell.
Május elején Prágában az a szóbeszéd terjedt, hogy Heydrich nemsokára elhagyja a protektorátust, és Franciaországban kap új feladatot. Ez felgyorsította az eseményeket: a merénylet helyszínéül kiválasztottak egy éles kanyart Prága külső városrészében, Libeňben, és május 27-ére tűzték ki az akciót. Azért esett a választásuk erre a helyszínre, mert a forgalmas út a Moldva-folyóhoz vezetett, amelynek csak a másik partján voltak rendőrségi és katonai ellenőrzőpontok. Abban bíztak, hogy kerékpárral el tudnak menekülni, mielőtt a biztonsági erők felocsúdnak.
A terv egyszerű volt. Segítőik – Josef Valčík és Adolf Opalka – jeleznek a két merénylőnek, amikor a helytartó gépkocsiját meglátják a domb tetején. Amikor az autó lassít, hogy bevegye a hajtűkanyart, Gabčík kilép az úttestre, és géppisztolyával tüzet nyit. Ha Gabčík akciója nem sikerül, akkor Kubiš hátulról támad a kézigránátokkal. Az ellenállás az utolsó pillanatban is arról győzködte a merénylőket, hogy le kell állniuk, de ők nem engedtek.

## Végrehajtás

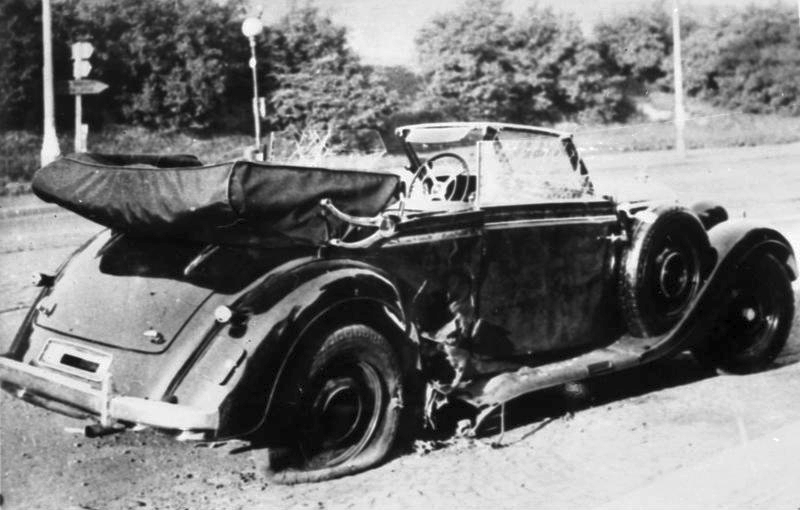
Heydrich megrongálódott gépkocsija

Május 27-én tiszta, derűs idő volt. Mind a négyen elfoglalták helyüket a kiszemelt kanyarnál, Valčík és Opalka valamivel feljebb, mint a másik kettő. Gabčík, kabátja alatt a géppisztollyal, egy villamosmegállóban várakozott, Kubiš pedig, aktatáskájában két gránáttal, néhány méterrel arrébb, a fák árnyékában álldogált. Heydrichet 9.30-ra várták, de a máskor pontos SS-tiszt késett. Végül 10.32-kor Valčík jelzett, és a kanyarban feltűnt a nyitott tetejű sötétzöld Mercedes, amelyet Klein SS-őrmester vezetett. Heydrich arroganciáját jól mutatta, hogy testőr nélkül utazott. Felesége később elmondta, férje azért utasította vissza a védelmet, mert azt hitte, a csehek nem kísérelnek meg nemzeti öngyilkosságot azzal, hogy megölik őt.
Gabčík kilépett az útra, előrántotta a gépkarabélyt, meghúzta a ravaszt, de a fegyver csütörtököt mondott. Heydrich ahelyett, hogy gyorsításra utasította volna a sofőrt, megállásra adott parancsot. Heydrich felállt, és elővette a pisztolyát. Kubiš ekkor eldobta az egyik gránátot, de a dobás rövid volt, így az a jobb hátsó kerék mellett robbant. A szétrepülő repeszek átütötték a karosszériát, és a robbanás nyomában felcsapódó törmelék Heydrich testébe fúródott.
Valčíknak és Opalkának sikerült észrevétlenül elmenekülnie. Kubišt megsebesítette az arcán a gránát, de sikerült felpattannia a kerékpárjára, és eltűnnie. Heydrich többször rálőtt Gabčíkra, aki kénytelen volt fedezékbe menekülni. Szerencséjére Heydrichre, aki közben elindult felé, rátört a fájdalom, meggörnyedt, megingott, és nem volt képes újra lőni. Gabčík kihasználta a pillanatot, és futásnak eredt. Heydrich arra utasította Kleint, hogy üldözze a merénylőt. Az SS-katona egy hentesüzlet kapujában utolérte Gabčíkot, aki megsebesítette, majd elmenekült.
Heydrich megpróbált visszamenni az autóhoz, de összeesett. Csehek tucatjai álldogáltak a helyszínen, de sokáig senki nem segített a náci vezetőnek. Végül egy fiatal nő és egy szolgálaton kívüli rendőr segítségével beemelték egy teherautóba a sebesültet, és a Bulkova kórházba vitték. Az orvosok drót-, filc-, lószőr-, üveg- és bőrtörmeléket találtak a Heydrich hátán és oldalán nyílt sebekben. A röntgenvizsgálat kimutatta, hogy a helytartónak eltört egy bordája, megsérült a rekeszizma, és egy fémrepesz fúródott a lépébe. Mindazonáltal az orvosok optimisták voltak.
A Gestapo prágai főhadiszállására 10.45-kor érkezett a hír, hogy megtámadtak egy német tábornokot, talán a birodalmi protektort magát. Először nem vették komolyan az információt, de ügynököket küldtek a kórházba, ahol kiderült, valóban Heydrich az áldozat. Jelentésük után SS-egységek érkeztek az intézményhez, hogy biztosítsák azt és környékét. Miközben Heydrichet műtötték, a Gestapo megkezdte a merénylet rekonstruálását, a szemtanúk begyűjtését. A támadás híre hamar elterjedt Prágában. A statáriális bíráskodás bevezetése miatt rémület ülte meg a helyieket, de nem álltak a helyzet magaslatán a megszálló hatóságok sem. Két rangidős Gestapo-tiszt, aki Berlinből érkezett a cseh fővárosba, „katasztrofális méretű káoszról” számolt be. Úgy látták, hogy a biztonsági erők vezetői teljesen elveszítették a fejüket, és ezért vad utasításokat adtak tömeges bebörtönzésekre és megtorlásokra, nyilvánvalóvá téve ezzel: fogalmuk sincs, ki állhat a merénylet mögött.

## Hajtóvadászat és megtorlás

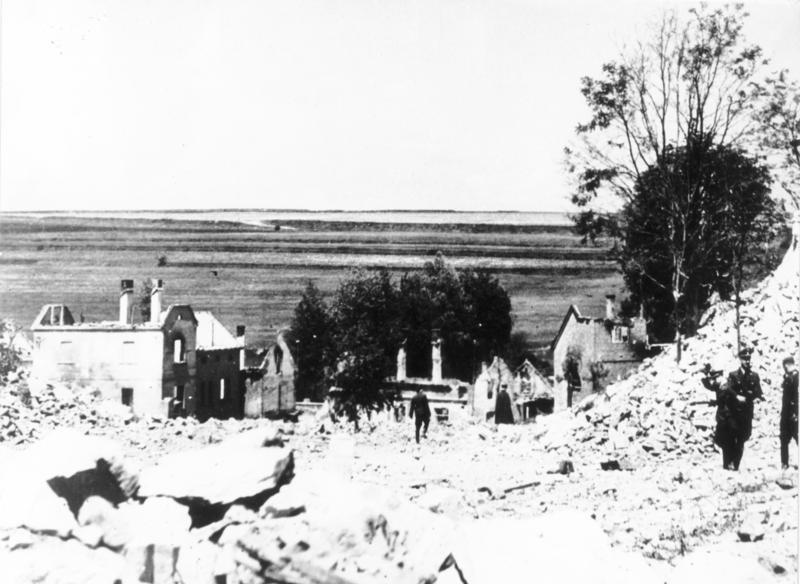
Lidice megsemmisítése

Adolf Hitler Kelet-Poroszországban kapta a hírt a támadásról, és azonnal ígéretet tett tízezernél több cseh lemészárlására. Heinrich Himmler utasítást adott arra, hogy a börtönben lévő csehek közül százat még aznap éjszaka végezzenek ki. Karl Hermann Frank szudétanémet rendőrtábornok azonban ellenállt a tömeges megtorlást követelő sürgetésnek, mert attól tartott, hogy az kedvezőtlen hatással lenne a haditermelésre, illetve kiváló propagandalehetőséget kínálna az emigrációnak. Hitler elfogadta Frank javaslatát a célzott megtorlásról, de továbbra is vérgőzös hangulatban maradt, azt ígérve, hogy Heydrich utódja még elődjénél is kegyetlenebb lesz a csehekkel. A Führer választása Kurt Daluege SS-tábornokra esett. A protektorátus területén felállított koncentrációs táborokból háromezer zsidót vittek vonattal határon túli haláltáborokba.
A németek 10 millió koronás váltságdíjat tűztek ki, és tudatták: családjával együtt kivégeznek mindenkit, aki segíti a merénylőket, vagy információkat tart vissza. A hatóságok 462 embert végeztek ki, hogy fokozzák a félelmet. Elrendelték, hogy minden 15 évesnél idősebb férfi jelentkezzen a rendőrségen május 30-áig. A németek az egész várost átkutatták, 36 ezer lakást ellenőriztek, és 13 ezer embert vettek őrizetbe. Hiába akarta tudatosítani Daluege, hogy a náci birodalomhoz lojális cseheknek nem esik bántódásuk, a protektorátusban a rettegés lett az úr. Londonban a prágai rádió adásából értesültek a merényletről. Annak ellenére, hogy Heydrich még életben volt, Benešt fellelkesítette a hír, mivel a támadás egyrészt nyílt szembeszegülés volt a náci uralommal, másrészt figyelmeztetés a megszállóknak, hogy a szövetségesek keze messzire elér.
A gondos orvosi ellátás ellenére Heydrich állapota a vérmérgezés miatt hirtelen megromlott. Morfiumot és vérátömlesztést kapott, hogy csökkentsék fájdalmait, illetve kezeljék a vérmérgezést. Végül június 4-én a sebesült meghalt. Három nappal később koporsóját ágyútalpon vontatták végig a prágai óvároson, majd vonaton Berlinbe szállították. Emil Hácha, a kollaboráns kormány vezetője és több miniszter elkísérte a holttestet Németországba, ahol hatalmas pompával fogadták a halott protektort. Hitler magából kivetkőzve fenyegette meg a küldöttség cseh tagjait, hogy nemzetük valamennyi tagját deportáltatja, ha nem kerülnek kézre a támadók.
Hitler egy kisváros, a Prágától nagyjából 20 kilométerre fekvő Lidice teljes lerombolására adott parancsot. 1942. június 9-én SS-alakulatok és a titkosrendőrség tagjai jelentek meg a faluban, és felsorakoztatták a lakosokat. A nőket és gyerekeket elválasztották a férfiaktól, az utóbbiakat, 206 embert, meggyilkolták, 195 nőt a ravensbrücki koncentrációs táborba deportáltak, 81 gyereket pedig Łódź-ba, a Gneisenau utcai táborba vittek, 14-et SS-családok fogadtak be „germanizálásra”. Közülük csak kevesen vészelték át a háborút. A gyilkosságok után Lidice valamennyi épületét lerombolták, a romokat elszállították, a földet elegyengették és gabonával bevetették. A később kiadott térképekről a falu nevét kitörölték. A terror ezután sem enyhült: Frank utasítására hangszórókon olvasták be mindennap azok nevét, akiket kivégeztek. Csak Prágában 1360 embert öltek meg.

## Árulás

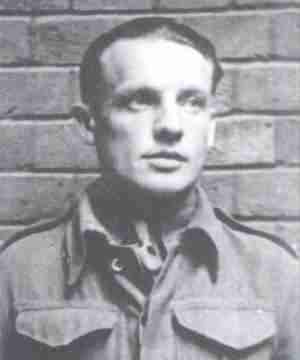
Karel Čurda, az áruló

A merénylők az ellenállás által biztosított védett lakásokban bujkáltak, a menekülés a városból az ellenőrzési pontok és a szigorú vizsgálatok miatt lehetetlen volt. Az ellenállás végül a Szent Cirill és Metód-templom kriptájában rejtette el a két merénylőt és öt másik ügynököt. Az egyik diverzánst, Karel Čurdát, aki ugyanazzal a géppel érkezett a protektorátus fölé, mint Gabčík és Kubiš, nem találták meg. A két merénylő személyes felelősséget érzett a megtorlások miatt, és arra készült, hogy öngyilkosságot követnek el egy parkban, plakátokon vállalva a támadást. Társaiknak sikerült lebeszélniük őket erről. Eközben a Gestapo szorgalmasan nyomozott, de két hét alatt semmilyen nyomot nem talált. Frankra óriási nyomás nehezedett Berlinből, és Himmler utasítást adott harmincezer politikailag aktív cseh bebörtönzésére és meggyilkolására.
Mivel a kegyetlen megtorlás nem vezetett eredményre, a hatóságok taktikát változtattak, és amnesztiát ígértek annak, aki segít elfogni a merénylőket. Ez azonnal eredményre vezetett, a Gestapo rengeteg bejelentést kapott, amelyet a mohóság vagy a félelem motivált. Az egyik levelet Karel Čurda küldte, amelyben a megtorlások beszüntetését kérte, és megnevezte a két támadót. Mivel a németek nem reagáltak, Čurda elment a Petschek-palotában működő Gestapo-székházba, ahol a félelemtől remegve elmondta információit. A németek először szkeptikusan fogadták a vallomást, de amikor Čurda húsz másik közül kiválasztotta Gabčík táskáját, amelyet a helyszínen hagyott, hinni kezdtek neki. Čurda a kihallgatásán beismerte, hogy ő is ejtőernyővel érkezett. Azt mondta, kiábrándult az emigráns cseh kormányból, és meg akarja menteni a családját. Karel Čurda nem tudta, hol rejtőzködnek a merénylők, de leleplezett néhány védett lakást, köztük a Moravec családét.
Június 17-én hajnali 5 órakor a hatóságok megrohanták a Moravec-lakást. Marie Moravcová öngyilkosságot követett el. A Gestapo alkohollal itatta és megkínozta a tizenéves Ata Moravecet. A fiú akkor tört meg, amikor meglátta anyja levágott fejét egy akváriumban, és elárulta, hogy az ellenállás a Szent Cirill és Metód-templom kriptáját szokta használni menedékként. A németek 750 Waffen SS-katonával körbevették a templomot.

## Ostrom
Június 18-án hajnali négykor a Gestapo megkezdte a templom átkutatását. A behatolókat egy kézigránát és lövések fogadták. Az összecsapás hangjaira a templomot körülvevő SS-alakulatok is tüzelni kezdtek. A Gestapo-ügynökök fedezékbe húzódtak, és kihátráltak a templomból. A kétórás tűzharcban Adolf Opalka, Jan Kubiš és Jaroslav Svarc elesett vagy halálosan megsebesült. A németeknek sikerült felfedezniük a kripta rejtett lejáratát. Az SS ostromot akart indítani, de a Gestapo élve akarta az ügynököket, különösen Jozef Gabčíkot. Azt akarták bebizonyítani, hogy nem helyi csehek, hanem London által kiképzett disszidensek ölték meg Heydrichet. A németek megpróbálták rábeszélni a cseh ügynököket, hogy adják meg magukat, azt ígérve, hogy hadifoglyokként bánnak majd velük. Később odahozták Čurdát, aki szintén megpróbálta rávenni őket a megadásra. Ezek a kísérletek nem jártak sikerrel.
A németek arra utasították a tűzoltóságot, hogy árassza el vízzel az utcára nyíló ablakon át a kriptát. Az ügynökök egy létráról elvágták a belógatott fecskendőket, és kilökték azokat az utcára. A németek ezután könnygáz-gránátot dobtak be, de azt is visszahajították. A csapdahelyzet órákon át tartott: a németek nem tudtak behatolni, a csehek nem tudtak kitörni. Frank, aki a helyszínen volt, dührohamot kapott, hogy néhány cseh ellenálló több száz SS-katonát tart sakkban a nyílt utcán, ezért nagyobb erőfeszítésre adott utasítást. Az SS-katonák elverekedték magukat a kriptáig, de visszaverték őket. A csehek megpróbálták áttörni az egyik falat, hogy átjussanak a csatornarendszerbe, de az új technikával rögzített fecskendőkből folyó víz kezdte megtölteni a helyiséget. Az ügynökök öngyilkosságot követtek el. A németek az utcára hozták a holttesteket, ahol Čurda azonosította a két merénylőt.

## Folytatódó elnyomás
A csehek abban bíztak, hogy a merénylők halála után enyhül a náci elnyomás. A Vencel téren 250 ezres felvonulás volt, amelynek résztvevői esküt tettek szövetségükre a Harmadik Birodalommal. Az eseményen feltűnt a bábkormány néhány tagja. Elénekelték a cseh himnuszt, és kezet ráztak a jelenlévő náci tisztekkel. A németek dühét azonban sem a tömegfelvonulás, sem a merénylők halála nem csillapította. A megtorlás folytatódott: késő júniusban egy újabb falut romboltak le. Lezaky lakói ugyanarra a sorsra jutottak, mint lidicei társaik. Szeptemberben a Szent Cirill és Metód-templom egyházközségének 13 tagját ölték meg, majd a halott ügynökök 252 rokonát és támogatóját vették őrizetbe. A kihallgatásokon többeket szembesítettek az ügynökök levágott, karóba húzott fejével. 1942. október 24-én valamennyiüket megölték a mauthauseni koncentrációs táborban. Összességében több mint ötezer cseh fizetett életével Reinhard Heydrich meggyilkolásáért.

## Utóélete

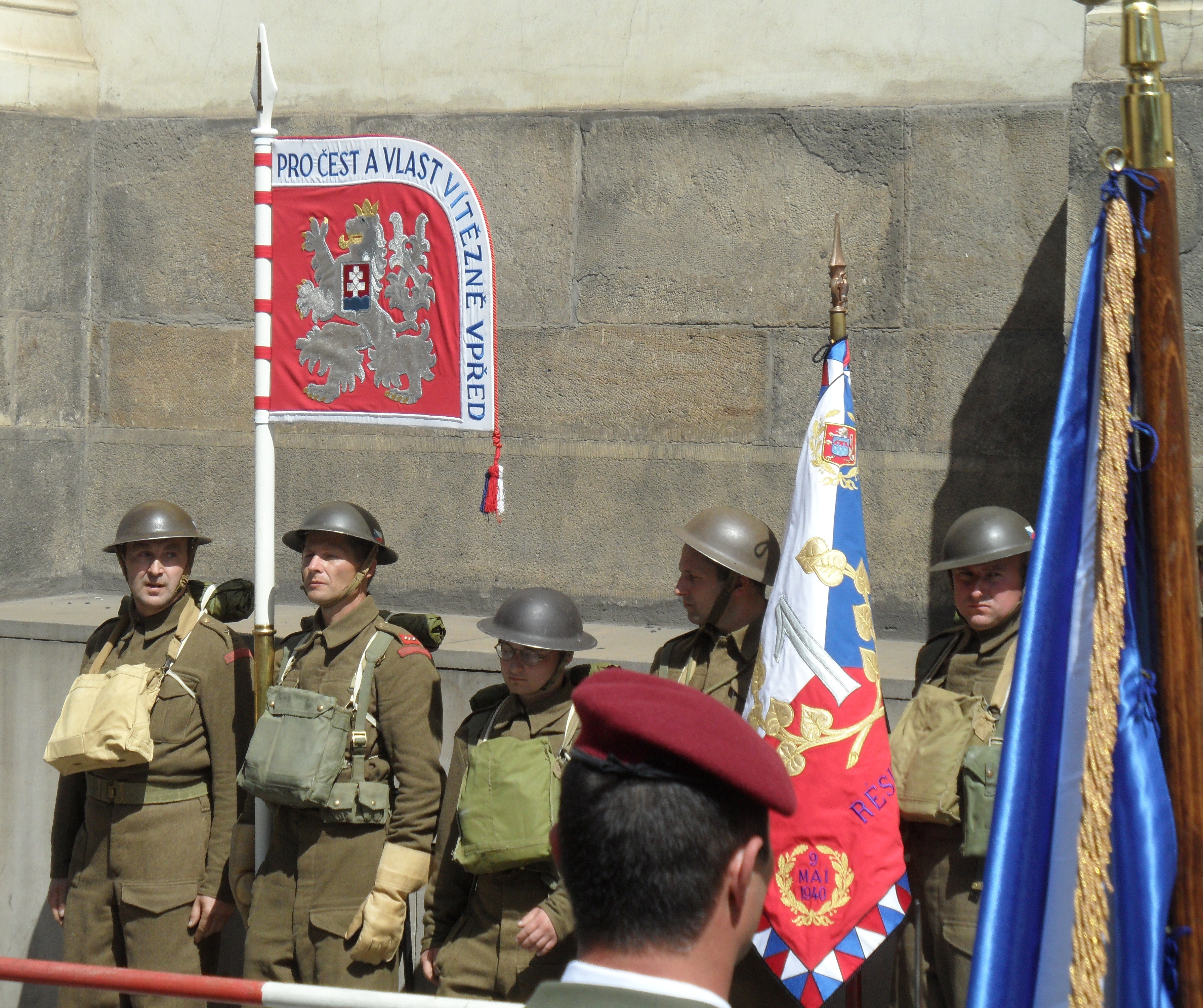
Megemlékezés a 75. évfordulón az ul. Resslován, Prágában

A szövetségesek a merényletet a náci zsarnokság elleni cseh ellenállás szimbólumává tették, elhallgatva azt, hogy végrehajtói brit földön kaptak különleges kiképzést. A csehek ügyének jót tett a merénylet és az azt követő durva megtorlás: egyrészt megszűnt a kétség afelől, hogy Csehszlovákia a szövetségesek oldalán áll, másrészt a nácik iránti düh és a csehek iránt érzett szimpátia segítette Benešt politikai céljai elérésében. Az a remény, hogy a merénylet felrázza a cseh ellenállást, nem igazolódott be, mivel a brutális leszámolás szinte a teljes föld alatti hálózatot megsemmisítette [forrás?]. A világháború befejezése után Karl Hermann Frankot és Kurt Daluegét kivégezték. Hasonló sors várt Karel Čurdára, aki ötmillió koronát kapott árulásáért. Emil Hácha betegen, összetörve halt meg egy cseh börtönben 1945 júniusában.